# Brücken der Schnellfahrstrecke Hannover–Würzburg
Die Seite gibt einen Überblick über die wichtigsten Brücken der Schnellfahrstrecke Hannover–Würzburg.
Für die Schnellfahrstrecke Hannover–Würzburg wurden aufgrund des schwierigen Geländes mit Bergen und Tälern zahlreiche Brücken mit einer Gesamtlänge von 30 Kilometern gebaut, davon 43 Talbrücken. Dies entspricht 9,17 Prozent Streckenanteil.

## Konstruktion

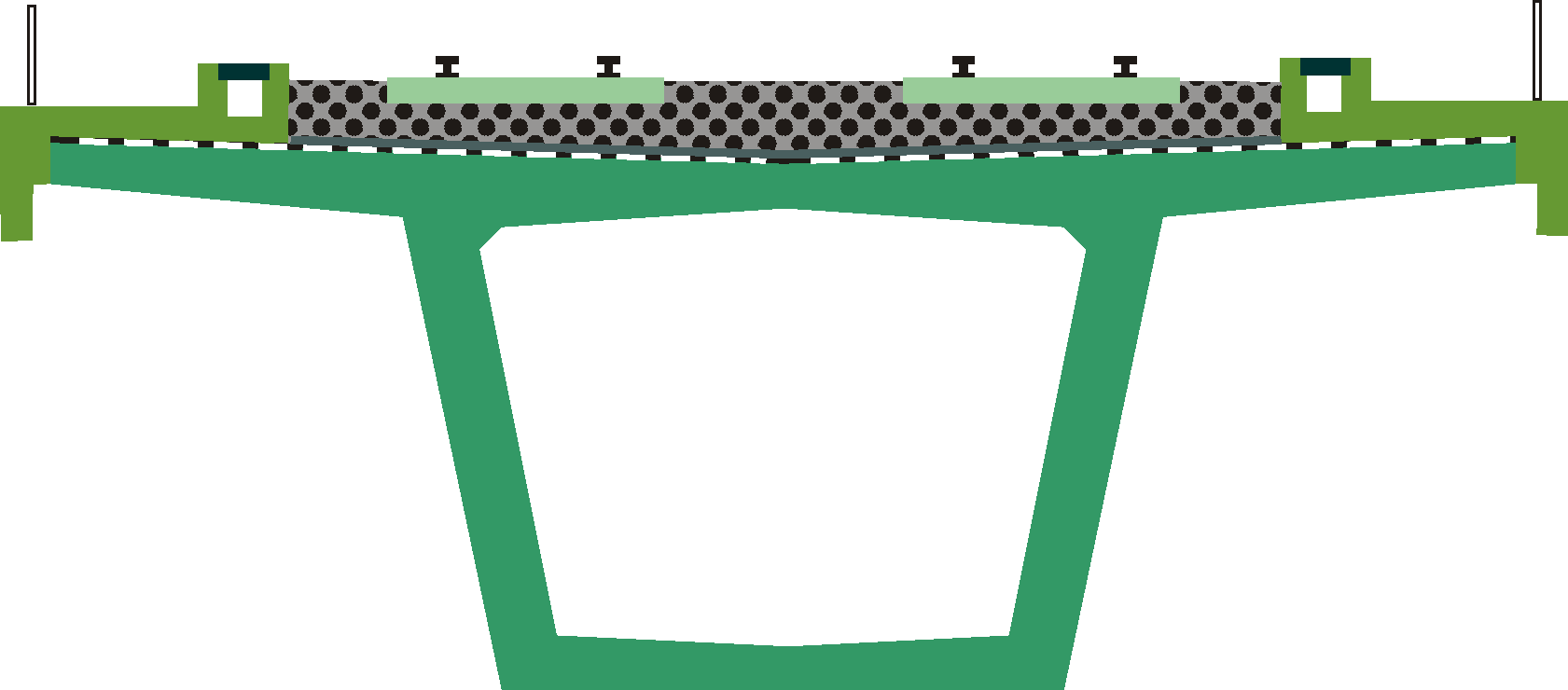
Querschnitt der Regelüberbauten

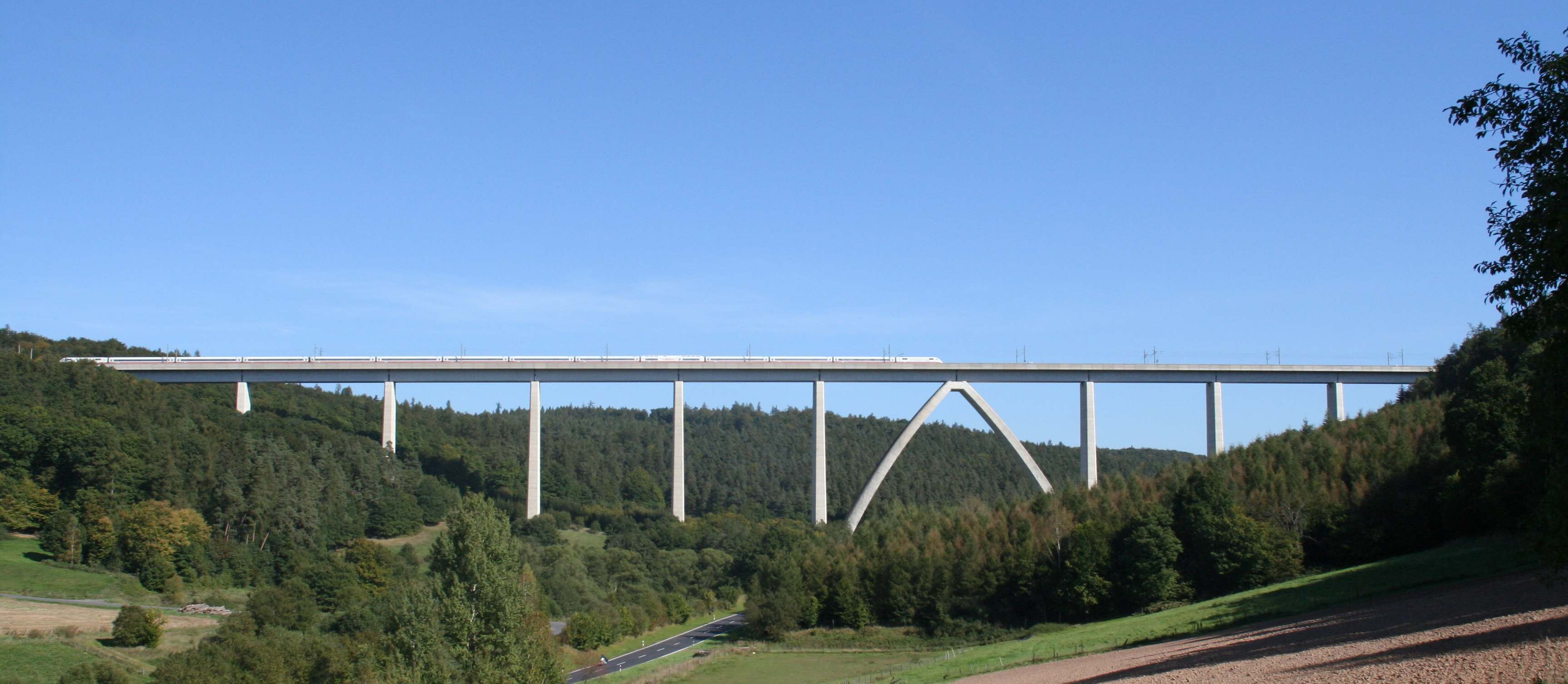
Rombachtalbrücke mit A-Bock

Für die Brücken der beiden ersten Neubaustrecken des Hochgeschwindigkeitsverkehrs (neben Hannover-Würzburg die Schnellfahrstrecke Mannheim–Stuttgart) wurde eine weitgehend standardisierte Konstruktion anstrebt, um den Entwurf zu vereinfachen und wirtschaftliche Vorteile durch möglichst einheitliche Bauteile zu erzielen.
Die Planung der Brücken basiert auf der Rahmenplanung für Talbrücken der Hochgeschwindigkeitsstrecken, die im März 1980 als Entwurf mit verbindlichem Charakter von der Zentralen Transportleitung der Deutschen Bundesbahn vorgelegt wurde. Diese Regelung lässt Abweichungen nur in besonders begründeten Ausnahmefällen zu. Aufgrund der funktionalen Anforderungen an die Neubaustrecken-Brücken kamen zumeist nur Balkenbrücken aus Einfeldträgern in Betracht; in Ausnahmefällen wurden Bogen- bzw. Rahmenbrücken realisiert. Durch verschiedene Maßnahmen (z. B. Verschlankung der Pfeiler und weite Auskragungen der Fahrbahnplatte u. a.) sollte die Ästhetik der Balkenbrücken verbessert werden. Die Länge der Überbauten liegt bei bis zu 180 m. Eine grundlegende Vorgabe war die Austauschbarkeit der Überbauten, das heißt, es ist möglich, die Überbauten zur Seite zu verschieben und neue Überbauten einzuschieben. Die Deutsche Bahn rückte um 2008 bei neuen Brücken von dieser Vorgabe ab.
Dimensioniert sind die rund 14 Meter breiten Talbrücken nach durch die Deutsche Bundesbahn vorgegebenen Regelquerschnitten für zwei Gleise mit durchgehendem Schotterbett und für die Nutzlast aus dem Lastmodell UIC 71.
Bis auf die Werratalbrücke Hedemünden mit einem Stahlverbundhohlkasten und die Fuldatalbrücke Kragenhof mit einem Stahlverbundfachwerk haben alle anderen Talbrücken der Bahnstrecke einen vorgespannten Stahlbetonhohlkasten als Überbau. Die meisten Spannbetonbalken weisen Regelstützweiten von 44 Metern oder 58 Metern mit Konstruktionshöhen von 4,0 Metern beziehungsweise 5,3 Metern auf und sind als Einfeldträger, seltener als Durchlaufträger ausgebildet. Einzig der Brückenteil über dem Main der Maintalbrücke Gemünden ist eine Rahmenkonstruktion. Der Vorteil der Einfeldträgerbrücken ist die Möglichkeit bei Brückenhöhen bis 25 Metern auf Schienenauszüge zu verzichten. Abweichend vom normalen Pfeiler sind als Unterbauten bei der Maintalbrücke Veitshöchheim und der Wälsebachtalbrücke Stahlbetonbögen vorhanden. A-Böcke als Konstruktionselement zum Ableiten von Bremskräften bei hohen Talbrücken weisen vier Brücken auf, die Rombachtalbrücke, die Fuldatalbrücke Morschen, die Pfieffetalbrücke und die Mülmischtalbrücke.
Mitte der 1970er Jahre lag für die Talbrücken der beiden Neubaustrecken ein Konzept vor, das fünf verschiedene Regelpfeilerabstände in Abhängigkeit von der Pfeilerhöhe vorsah. Darauf aufbauend wurden zugehörige Überbauten in Spannbeton-, Stahl- und Verbundbauweise entwickelt. In der Regel sollten Einfeldträger verwendet werden. Bremskräfte auf hohen Brücken sollten dabei durch so genannte Steuerstäbe – zwischen den Widerlagern eingespannte, mit den Überbauten kraftschlüssig verbundene Stahlstäbe, die Bremskräfte in die Widerlager ableiten – verbunden werden.
Die Arbeiten an den Rahmenentwürfen für die Bauwerke der Neubaustrecke begannen 1976.

## Besonderheiten

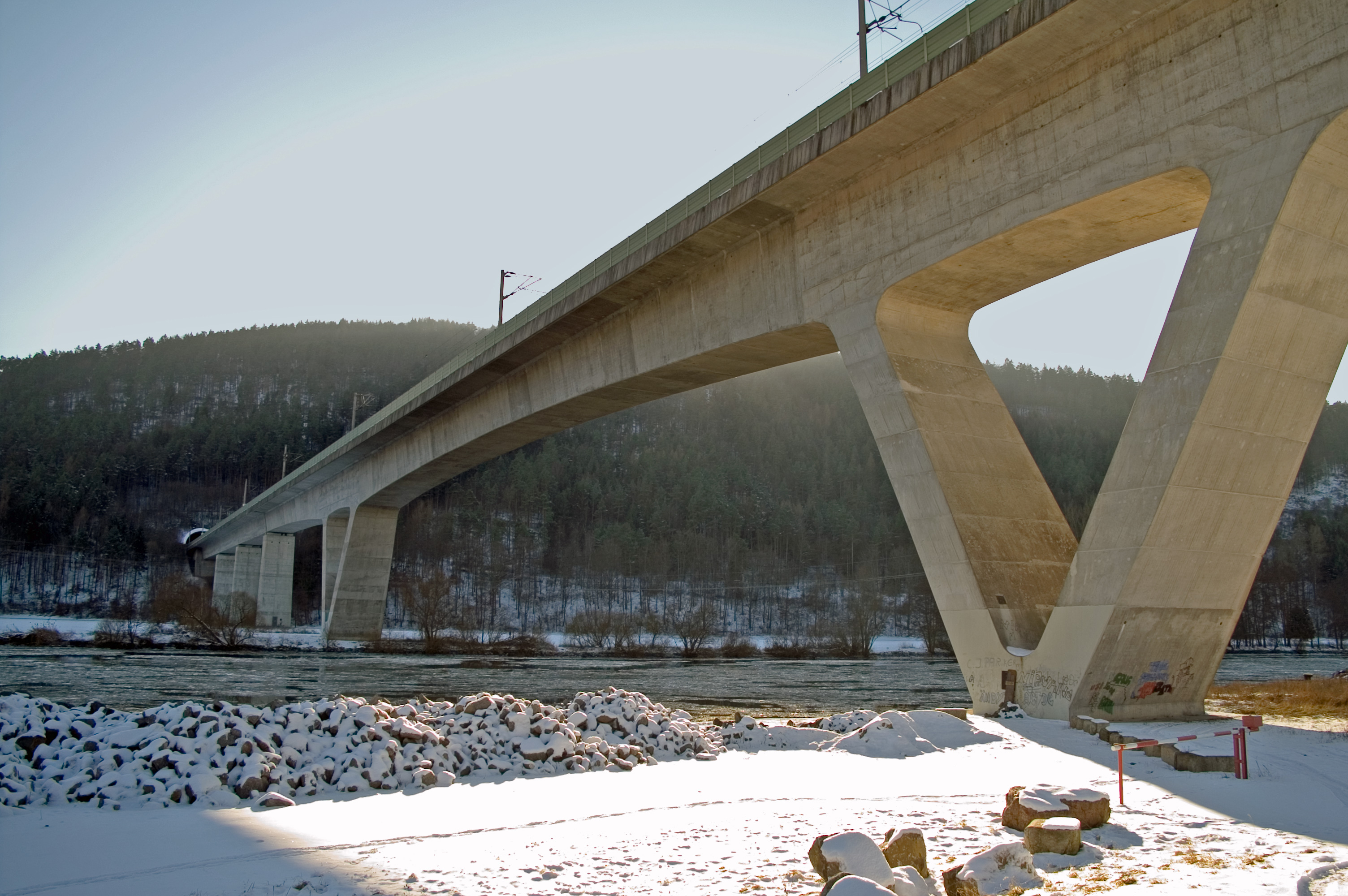
Maintalbrücke Gemünden

Mit 135 Meter hat die Maintalbrücke Gemünden die größte Stützweite einer Spannbetonbalkenbrücke für Eisenbahnüberführungen in Deutschland. Die höchste Brücke ist die Rombachtalbrücke bei Schlitz, die mit 95 Meter das Rombachtal überspannt. Sie ist in Deutschland die Eisenbahnbrücke mit den höchsten Pfeilern sowie nach der Müngstener Brücke die zweithöchste Eisenbahnbrücke. Die längste Brücke auf der Strecke ist die Fuldatalbrücke Solms mit 37 Feldern und einer Länge von 1628 Metern. Sie war bei der Fertigstellung die längste deutsche Eisenbahnüberführung aus Spannbeton. Das größte und teuerste Überführungsbauwerk war mit ungefähr 70.000 Kubikmeter Beton und etwa 60 Millionen DM die zweitlängste Konstruktion, die Fuldatalbrücke Morschen. Die größte Stützweite hat der Bogen der Maintalbrücke Veitshöchheim mit 162 Metern.

## Zusammenstellung
| Bezeichnung der Brücke       | Strecken- kilometer | Gesamt- stützweite (m) | Anzahl der Felder | Regel- stützweite (m) | Höhe (m) | Besonderheiten           |
| ---------------------------- | ------------------- | ---------------------- | ----------------- | --------------------- | -------- | ------------------------ |
| Brücke über L 485            | 37,3                | 135                    | 6                 | 25                    | 16       |                          |
| Kassemühle-Talbrücke         | 45,8                | 690                    | 23                | 30                    | 28       |                          |
| Ohlenrode-Talbrücke          | 56,2                | 968                    | 22                | 44                    | 27       |                          |
| Mahmilch-Talbrücke           | 60,0                | 200                    | 8                 | 25                    | 15       |                          |
| Gande-Talbrücke              | 61,1                | 396                    | 9                 | 44                    | 36       | Durchlaufträger          |
| Aue-Talbrücke                | 64,3                | 1056                   | 24                | 44                    | 38       |                          |
| Rhume-Brücke                 | 78,4                | 554                    | 22                | 25                    |          |                          |
| Grundbachtalbrücke           | 105,1               | 450                    | 15                | 30                    | 25       |                          |
| Werra-Talbrücke Hedemünden   | 120,5               | 415                    | 5                 | 96                    | 59       | Stahlverbundkonstruktion |
| Fulda-Talbrücke Kragenhof    | 133,2               | 250                    | 4                 | 58                    | 30       | Stahlverbundkonstruktion |
| Fuldatalbrücke Fuldabrück    | 151,7               | 422                    | 9                 | 44                    | 22       |                          |
| Schwarzenbach-Talbrücke      | 156,2               | 660                    | 15                | 44                    | 33       |                          |
| Trockene Mülmisch-Talbrücke  | 159,7               | 320                    | 8                 | 40                    | 35       |                          |
| Mülmisch-Talbrücke           | 161,7               | 870                    | 15                | 58                    | 74       | A-Bock in Brückenmitte   |
| Breitenbach-Talbrücke        | 163,1               | 440                    | 10                | 44                    | 48       |                          |
| Kehrenbach-Talbrücke         | 167,1               | 308                    | 7                 | 44                    | 25       |                          |
| Pfieffe-Talbrücke            | 169,2               | 812                    | 14                | 58                    | 59       | A-Bock in Brückenmitte   |
| Fulda-Talbrücke Morschen     | 173,8               | 1450                   | 25                | 58                    | 75       | A-Bock in Brückenmitte   |
| Heidelbach-Talbrücke         | 178,2               | 390                    | 13                | 30                    | 32       |                          |
| Geisbach-Talbrücke           | 192,0               | 396                    | 9                 | 44                    | 35       |                          |
| Erzebach-Talbrücke           | 192,4               | 308                    | 7                 | 44                    | 23       |                          |
| Eckerteroder-Talbrücke       | 194,0               | 75                     | 3                 | 25                    | 17       |                          |
| Wälsebach-Talbrücke          | 198,2               | 721                    | 28                | 25,5                  | 40       | vier Bögen               |
| Aula-Talbrücke               | 202,9               | 880                    | 20                | 44                    | 45       |                          |
| Hattenbach-Talbrücke         | 204,4               | 308                    | 7                 | 44                    | 28       |                          |
| Fulda-Talbrücke Solms        | 206,1               | 1628                   | 37                | 44                    | 29       |                          |
| Schwarzbach-Talbrücke        | 211,7               | 748                    | 17                | 44                    | 51       |                          |
| Rombach-Talbrücke            | 218,5               | 986                    | 17                | 58                    | 95       | A-Bock in Brückenmitte   |
| Fliedetalbrücke              | 240,4               | 240                    | 6                 | 40                    | 18       |                          |
| Nördliche Fliedetalbrücke    | 242,7               | 880                    | 20                | 44                    | 25       |                          |
| Südliche Fliedetalbrücke     | 243,8               | 628                    | 14                | 44                    | 28       |                          |
| Kalbach-Talbrücke            | 250,8               | 364                    | 8                 | 45,3                  | 33       |                          |
| Sinn-Talbrücke Mottgers      | 262,2               | 427                    | 17                | 25                    | 10       |                          |
| Sinn-Talbrücke Zeitlofs      | 267,4               | 704                    | 16                | 44                    | 32       | Durchlaufträger          |
| Hangbrücke Dittenbrunn       | 271,9               | 396                    | 9                 | 44                    | 24       | Durchlaufträger          |
| Talbrücke Obersinn           | 273,5               | 176                    | 4                 | 44                    | 24       |                          |
| Talbrücke Mittelsinn         | 274,9               | 150                    | 5                 | 30                    | 22       |                          |
| Sinn-Talbrücke Schaippach    | 289,0               | 422                    | 10                | 42,5                  | 23       |                          |
| Main-Talbrücke Gemünden      | 291,1               | 794                    | 12                | 55                    | 27       | Rahmenbrücke             |
| Bartelsgraben-Talbrücke      | 311,8               | 1160                   | 20                | 58                    | 55       | Durchlaufträger          |
| Leinach-Talbrücke            | 313,3               | 1232                   | 28                | 44                    | 32       |                          |
| Bärn-Talbrücke               | 319,0               | 71                     | 3                 | 21                    | 11       | Durchlaufträger          |
| Main-Talbrücke Veitshöchheim | 321,3               | 1280                   | 29                | 53,5                  | 32       |                          |
| Dürrbachtal-Talbrücke        | 324,8               | 128                    | 4                 | 28                    | 10       | Durchlaufträger          |

## Entwicklung
Nach dem Planungsstand von 1975 sollten elf Prozent der Strecke auf Talbrücken und zwei Prozent auf Eisenbahnbrücken verlaufen.
Nach dem Planungsstand von 1982 waren Brücken mit einer Gesamtlänge von 32, 34 km oder 36 km auf der Strecke vorgesehen. Anfang September 1983 lag dieser Wert bei 32 km, ebenso Anfang Oktober 1984.
Im 94 km langen Südabschnitt verlaufen heute insgesamt 9 km auf Eisenbahnbrücken. Bis Ende August 1981 waren in diesem Abschnitt sechs Brücken mit einer Gesamtlänge von 1.922 m und einem Gesamt-Auftragsvolumen von 56 Millionen DM vergeben worden. Zu diesem Zeitpunkt wurde für den damals 83 km langen Südabschnitt mit einem Brückenanteil von zehn Prozent an der Gesamtlänge des Streckenabschnitts gerechnet. Anfang 1984 liefen im Südabschnitt die Arbeiten an 11 großen Eisenbahnbrücken von 6,4 km Gesamtlänge. Die Vergabesumme lag bei rund 170 Millionen DM.
Im 111 km langen Mittelabschnitt der Strecke (von der hessisch-niedersächsischen Landesgrenze nördlich von Kassel bis zu den Fliedetalauen südlich von Fulda) liegen 66 der 267 Brücken der Strecke, darunter 22 große Talbrücken von 75 bis 1628 m Länge. Die Gesamtkosten (Planungsstand: 1984) lagen bei 0,49 Milliarden D-Mark. Dies entsprach zwölf Prozent der Gesamtkosten des Mittelabschnitts. Bis Mitte 1988 waren in diesem Abschnitt neun große Talbrücken mit einer Gesamtlänge von fast fünf Kilometern fertiggestellt. Von den 22 Talbrücken (13,7 km Gesamtlänge) im Mittelabschnitt waren Anfang Oktober 1984 zehn (7 km) zum Bauen beauftragt.
Von 133 Streckenkilometern in Niedersachsen liegen insgesamt acht auf 123 Brücken. 1979 waren in Niedersachsen sieben Talbrücken mit einer Gesamtlänge von 4.200 m geplant gewesen. Insgesamt waren in diesem Abschnitt dabei 194 Brückenbauwerke vorgesehen gewesen, davon 121 Eisenbahn- und 73 Straßenbrücken. Von den Eisenbahnbrücken waren, neben den 7 Talbrücken, 15 Aufständerungen (mehr als vier Öffnungen, gesamt 3.400 m) und 99 „normale“ Eisenbahnbrücken geplant gewesen.
Nach dem Planungsstand von 1982 machten Tunnel und Brücken etwa die Hälfte der Gesamtkosten der Strecke aus.
Ende 1981 wurden im Südabschnitt die reinen Baukosten (Unterbau) von Brücken, Tunneln und Erdbauwerken im Verhältnis 2,4:2,4:1 bewertet. Anfang 1984 wurde das Kostenverhältnis von Erdbauwerken, Tunnelbauwerken und Eisenbahnbrücken im Südabschnitt der Strecke, auf Basis der bis dahin erfolgten Vergaben, im Verhältnis 1:6:8 bewertet. Der Längenanteil von rund acht Prozent an den beiden ersten deutschen Neubaustrecken (Hannover–Würzburg und Mannheim–Stuttgart) liegt mehr als doppelt so hoch wie im Bestandsnetz.
Nach Erfahrungen mit der Maintalbrücke Gemünden wurde das Büro von Fritz Leonhardt Anfang der 1980er Jahre beauftragt, die Rahmenplanung für Brücken zu überarbeiten.